# Paragymnopleurus melanarius
Paragymnopleurus melanarius är en skalbaggsart som beskrevs av Edgar von Harold 1867. Paragymnopleurus melanarius ingår i släktet Paragymnopleurus och familjen bladhorningar. Inga underarter finns listade i Catalogue of Life.